# Quinta do Chantre
Die Quinta do Chantre ist eine Quinta in der nordportugiesischen Gemeinde (Freguesia) Leça do Balio. Sie befindet sich heute im Nordwesten der Stadt, R. do Chantre 287 und wurde zwischen 1732 und 1736 im Auftrag von Dom Domingues Barbosa, Stiftsherr der Kathedrale von Porto, als Sommerresidenz errichtet. Ausführender Architekt war Nicolau Nasoni.
Der Grundriss des Hauses ist rechteckig. An der Nordostseite befindet sich eine Kapelle. Die gleichmäßig gestaltete Fassade wird bestimmt von einem kleinen zentralen Turm, der die Insignien der Familien Barbosa und Albuquerque zeigt. Ebenfalls zentral angeordnet eine Freitreppe, die das obere, den Adligen vorbehaltene Stockwerk erschließt. Dessen Fenster und Balkone sind mit fein gearbeiteten Ornamenten aus Granit umgeben.
Bemerkenswert ist das Eisentor am Haupteingang der Quinta. Von dort erschließen sich die umgebenden Gärten der Quinta, die von Nasoni im Stil barocker Gärten mit zahlreichen Skulpturen angelegt wurden.
Koordinaten: 41° 13′ 20,5″ N, 8° 37′ 27,4″ W